# Особняк Есми-султан

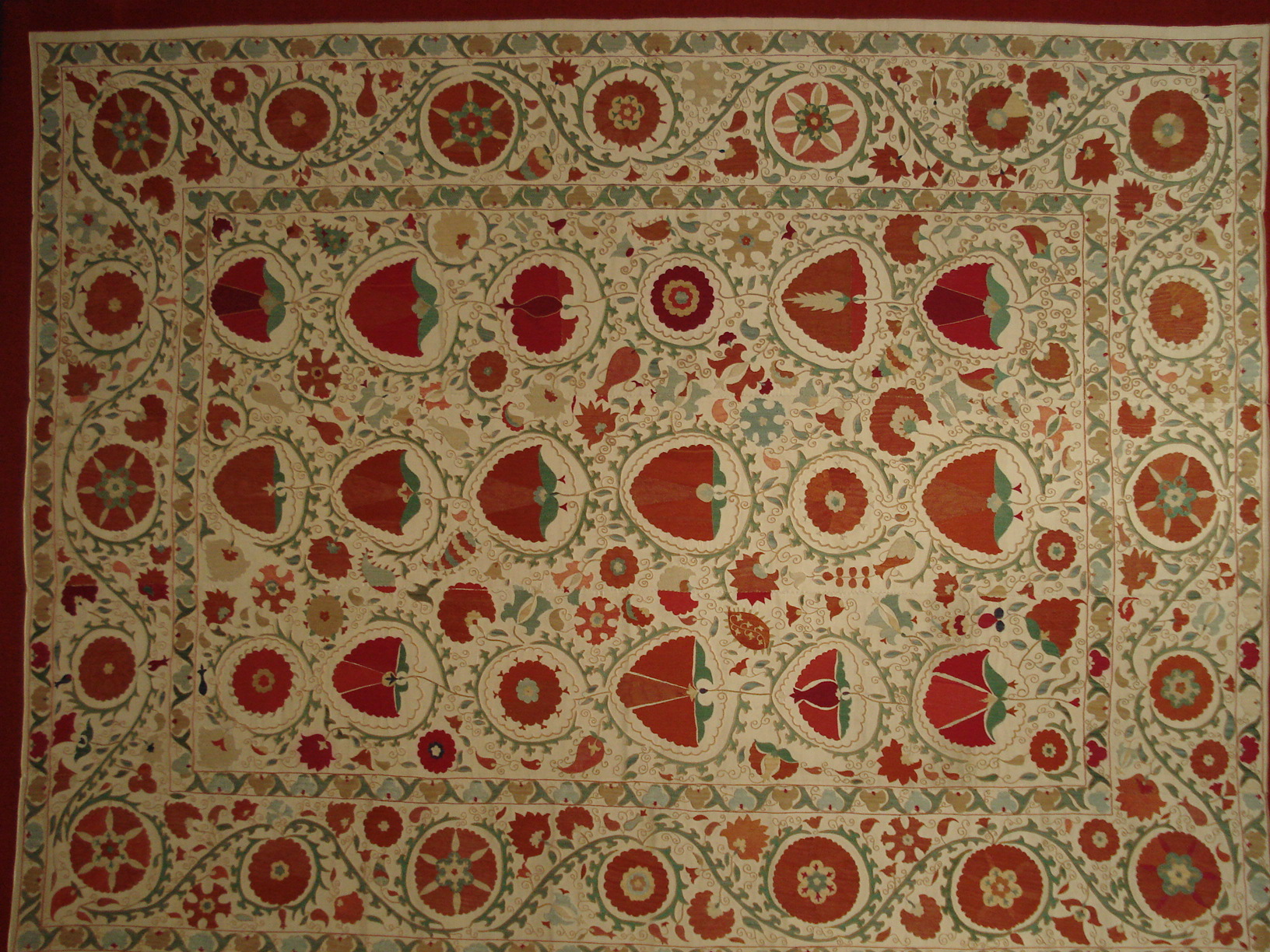
Настінний килим як елемент декору.

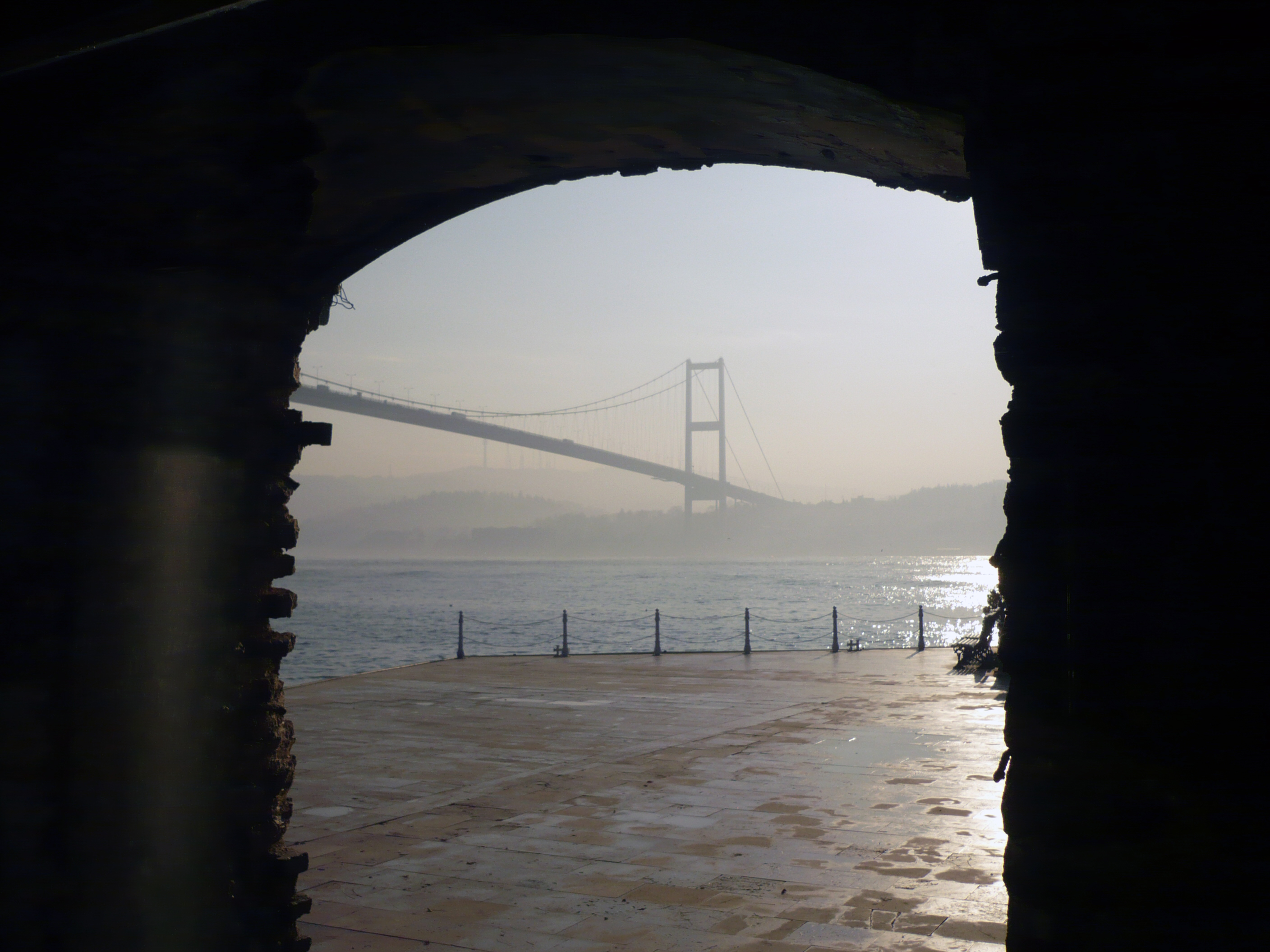
Вид на Босфорський міст із середини особняка.

Особня́к Есми́-султа́н (тур. Esma Sultan Yalısı) — історичний яли (прибережний особняк) у Стамбулі, Туреччина. Розташований на Босфорі в кварталі Ортакьой району Бешикташ. Названий на честь колишньої власниці — Есми-султан. Є культурним центром після перетворення.

## Історія
Триповерхова цегляна будівля зведена відомим вірменським архітектором Саркісом Бальяном у 1875 році біля Мечеті Ортакьой. Подарована Есмі-султан (1873—1899), донці османського султана Абдул-Азіза як весільний подарунок.
Особняк залишався у власності династії Османів до 1915 року. Будівля використовувалася спочатку як склад тютюну, а після — як склад вугілля в 1920—1975 роках, коли знищено пожежею.

## Перетворення
Руїни, що складаються тільки з зовнішніх стін будівлі, придбані на початку 1990-х мережею готелів Мармара. Після відновлення з доповненнями, розробленими архітектором Гекханом Авджіоглу, особняк відкритий в 2001 році як багатоцільове місце проведення заходів. Разом з цегляним екстер'єром, який залишений як оригінальний, уживається сталева та скляна конструкція. Будівля вміщає бар, ресторан і зал заходів на кількох поверхах.
Будівля розташовується в саду розміром 2 226 м². Перший поверх має 31,5 м в ширину, 27 м в довжину і 3,8 м у висоту. Другий поверх поєднаний з третім і має такі параметри: ширина — 31,5 м, довжина — 31 м і висота — 6,8 м.
Особняк Есми-султан, керований мережею готелів Мармара, як місце проведення різноманітних зустрічей та конференцій, пропонує місце для бенкету місткістю до 1 000 осіб в історичній атмосфері в саду, 180 гостей на першому поверсі та 330 гостей на другому поверсі. Місце для прийому розраховане на 300 гостей в саду, 300 гостей на першому поверсі і 600 гостей на другому поверсі. Також тут проходять концерти Стамбульського Міжнародного джазового фестивалю та Стамбульського міжнародного музичного фестивалю.